# Барралес, Херонимо
Херонимо Барралес (исп. Jerónimo Barrales; 28 января 1987 года, Адроге) — аргентинский футболист, нападающий клуба «Астерас».

## Клубная карьера
Херонимо Барралес — воспитанник аргентинского клуба «Банфилд». 12 февраля 2006 года он дебютировал в аргентинской Примере, выйдя на замену в середине гостевого поединка против «Ривер Плейта». 12 октября того же года Барралес забил свой первый гол в Примере, выведя свою команду вперёд в домашней игре с «Бельграно». Спустя год он сделал хет-тик в рамках Примеры, принесший «Банфилду» домашнюю победу над «Колоном».
Летом 2009 года Барралес на правах аренды перешёл в клуб испанской Сегунды «Рекреативо», поиграв там год он вернулся в «Банфилд». В первой половине 2011 года он выступал также в аренде за чилийский «Сантьяго Уондерерс». Впоследствии Барралес играл за аргентинские «Унион» и «Уракан», выступавший в то время в аргентинской Примере B Насьональ.
Летом 2013 года Барралес подписал контракт с греческим клубом «Астерас Триполис», за который он забил 3 мяча в Лиге Европы 2014/15. По итогам же греческой Суперлиги 2014/15 Барралес стал лучшим бомбардиром турнира с 17 мячами, среди которых хет-трик в домашнем поединке с ОФИ и дубль в гостевой игре с «Панатинаикосом».
В августе 2016 года Барралес перешёл в команду турецкой Суперлиги «Сивасспор».